# Université en Estonie
Voici une liste des universités d'Estonie . 

## Universités publiques polyvalentes[1],[2]

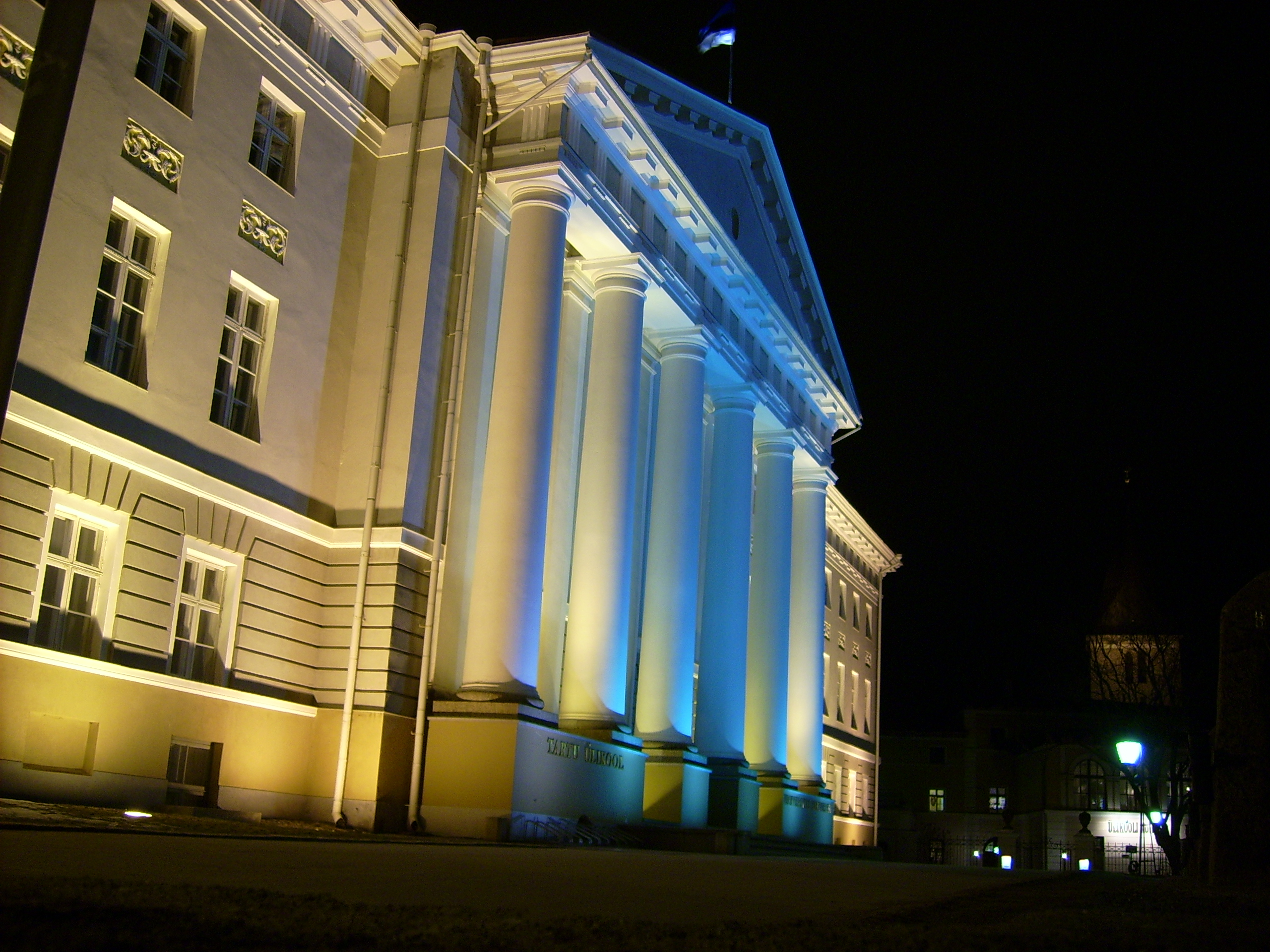
L'Université de Tartu est l'université la plus ancienne et la plus prestigieuse du pays.

- Université de Tallinn (Tallinna Ülikool)
- Université de technologie de Tallinn (Tallinna Tehnikaülikool)
- Université de Tartu (Tartu Ülikool)

## Universités publiques spécialisées
- Académie estonienne des arts (Eesti Kunstiakadeemia)
- Académie estonienne de musique et de théâtre (Eesti Muusika- ja Teatriakadeemia)
- Académie estonienne des affaires intérieures (Sisekaitseakadeemia)
- Académie estonienne de l'aviation (Eesti Lennuakadeemia)
- Académie maritime estonienne (Eesti Mereakadeemia)
- Collège estonien de défense nationale (KVÜÕA Kõrgem Sõjakool)
- Académie estonienne de la fonction publique
- Université estonienne des sciences de la vie (Eesti Maaülikool)
- Université des sciences appliquées de Tallinn (Tallinna Tehnikakõrgkool)
- Collège d'art de Tartu (Tartu Kõrgem Kunstikool)

## Institutions privées
- - École de commerce estonienne
  - Collège estonien des technologies de l'information (en) (Eesti Infotehnoloogia Kolledž)
  - École estonienne de diplomatie (Eesti Diplomaatide Kool)
  - Euroacademie (en) (Euroakadeemia)
  - Institut de théologie de l'Église évangélique luthérienne d'Estonie (Usuteaduse Instituut)
  - Université estonienne de sciences appliquées d'entrepreneuriat (Eesti Ettevõtluskõrgkool Mainor)
  - Académie de théologie de Tartu (en) (Tartu Teoloogia Akadeemia)

## Voir également
- Estonie